# Maine Coast Railroad
Die Maine Coast Railroad (MC) war eine lokale Eisenbahngesellschaft in Maine (Vereinigte Staaten). Ihr Hauptsitz befand sich in Wiscasset. Die Bahngesellschaft wurde 1990 gegründet und pachtete die Bahnstrecke Brunswick–Rockland (92 km) vom Staat Maine. Am 26. Oktober 1990 nahm die MC den Verkehr nach Rockland auf. Am 30. Dezember 1992 pachtete die MC auch die Bahnstrecke Brunswick–Augusta (53 km), auf der im September 1995 der Betrieb aufgenommen wurde. Der Staat hatte die beiden Strecken 1985 von der Guilford Transportation gekauft, nachdem diese den Güterverkehr eingestellt hatte.
Daneben betrieb die Maine Coast Railroad einen Ausflugszug, der im Sommer von Wiscasset nach Newcastle, später nach Warren verkehrte. Der Pachtvertrag für die Bahnstrecken lief am 4. Dezember 2000 aus und wurde nicht verlängert. Die Maine Coast Railroad wurde daraufhin aufgelöst. Drei Jahre später übernahm die Maine Eastern Railroad die Strecken und führte den Betrieb weiter.
Die Bahngesellschaft besaß vier Diesellokomotiven, nämlich zwei MLW M420R, eine Alco RS-11 und eine Alco S-1, die in Rockland stationiert waren.